# Maurice R. Hilleman

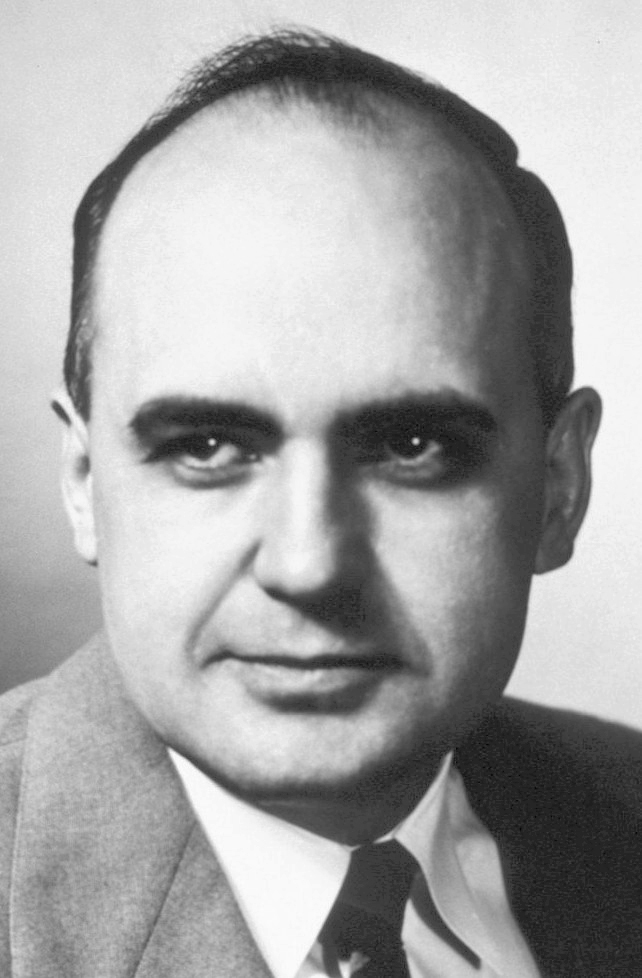
Hilleman um 1958

Maurice Ralph Hilleman (* 30. August 1919 in Miles City, Montana; † 11. April 2005 in Philadelphia) war ein US-amerikanischer Mediziner, Mikrobiologe und Impfstoffexperte, der für die Entwicklung einiger wichtiger Impfstoffe bekannt ist (insgesamt rund 40, sowohl für Menschen als auch bei Tieren), unter anderem gegen Masern, Mumps, Windpocken, Röteln, Hepatitis A und B, Lungenentzündung, Hirnhautentzündung.

## Leben und Werk
Hilleman wuchs auf einer Farm auf. Er war das achte Kind seiner Eltern, seine Zwillingsschwester starb kurz nach seiner Geburt und seine Mutter zwei Tage später, worauf er bei seinem Onkel aufwuchs. Als Achtjähriger starb er beinahe an Diphtherie. In einem Interview mit dem Philadelphia Inquirer 1999 führte er seine späteren Erfolge mit Impfstoffen auch auf seine Erfahrungen mit Hühnern auf der Farm zurück. (Viele Impfstoffe werden in Hühnereiern entwickelt.) Sein Interesse für das Studium der Biologie entstand nach Lektüre des Ursprungs der Arten von Charles Darwin, das er trotz damals in seiner Heimat verbreiteter fundamentalistisch religiöser Tendenzen in seiner lokalen Bibliothek fand, und ein Radiosender in Bismarck (North Dakota), der ein Wissenschaftsprogramm aus Chicago übertrug. Hilleman musste beinahe sein College-Studium wegen Geldmangels aufgeben. Er studierte mit einem Stipendium an der Montana State University (Bachelor in Chemie und Mikrobiologie als Erster seines Jahrgangs) und ging mit einem Stipendium auf die University of Chicago, wo er 1944 über Chlamydien in Mikrobiologie promoviert wurde. Dabei zeigte er, dass diese keine Viren waren, sondern eine ungewöhnliche Form von Bakterien, die sich nur in ihren Wirtszellen vermehren.
Danach ging er zu E. R. Squibb and Sons, der späteren Pharmafirma Bristol-Myers Squibb, und entwickelte dort 1944 ein Serum gegen die japanische B-Enzephalitis, die im Zweiten Weltkrieg im Südpazifik viele US-Soldaten befiel.
Ab 1948 bis 1958 war er der Leiter der Abteilung Atemwegserkrankungen am Army Medical Center (später Walter Reed Army Institute of Research) in Washington, D.C. Für die rechtzeitige Entwicklung eines Impfstoffs gegen einen Grippeausbruch in Hongkong 1957, der das Potential zu einer Pandemie hatte und an dem trotz Impfstoff 69.000 US-Amerikaner starben, erhielt er die Distinguished Service Medal der US Army. An der Entwicklung des Impfstoffs arbeitete er mit Kollegen einige Wochen lang fast rund um die Uhr. Am Ende konnten sie 40 Millionen Impfdosen bereitstellen. Im Rahmen der Untersuchung des Grippevirus entdeckte er auch ein als shift und drift bekanntes genetisches Mutationsmuster bei Grippeviren, das auch für die Entwicklung von Impfstoffen wichtig wurde.
Ab 1957 war er bei der Pharmafirma Merck, Sharp & Dohme (MSD) als Leiter der Virus- und Zellbiologieforschung in West Point (Pennsylvania). Dort ging er 1984 als Senior Vice President der Merck Research Labs in den Ruhestand und leitete danach das neu gegründete Merck Institute for Vaccinology bis zu seinem Tod. Er war außerdem ab 1984 Adjunct Professor für Pädiatrie an der University of Pennsylvania School of Medicine. Er starb an Krebs.
Hilleman war als Berater der WHO weltweit in Impffragen unterwegs, im Komitee zur Beurteilung der AIDS-Forschung der National Institutes of Health und nationaler Berater für Impffragen in den USA (des National Immunization Program).
1945 und 1983 erhielt er den Howard Taylor Ricketts Award, 1989 die Robert-Koch-Medaille, 1988 die National Medal of Science. Er war Mitglied der National Academy of Sciences (seit 1985) und von dessen Institute of Medicine, war Mitglied der American Philosophical Society (seit 1997) und der American Academy of Arts and Sciences (seit 1977).
Er war zweimal verheiratet (seine erste Frau starb 1963), in zweiter Ehe seit 1963 mit der ehemaligen Krankenschwester Lorraine Hilleman und hatte zwei Töchter.

## Entwicklung von Impfstoffen bei MSD
Bei MSD entwickelte bzw. leitete Hilleman die Entwicklung zahlreicher Impfstoffe. Er entwickelte einen Mumpsimpfstoff aus den Viren der Erkrankung (1963) seiner Tochter Jeryl Lynn (nach der er den verwendeten abgeschwächten Virenstamm benannte). Er wurde 1967 lizenziert. Der Jeryl-Lynn-Stamm wird noch heute in dem auch von Hilleman entwickelten MMR-Impfstoff gegen Masern, Röteln, Mumps verwendet (1971 lizenziert). Hilleman war der erste, der kombinierte Impfstoffe gegen mehrere Krankheiten entwickelte.
Er entwickelte einen Hepatitis-B-Impfstoff, der 1981 auf den Markt kam. Er basierte auf einem Oberflächen-Antigen des Virus, dem Australia Antigen, heute als HBsAg bekannt. Der Impfstoff war erfolgreich, wurde aber – aus Befürchtungen einer HIV-Kontamination – 1986 auf einem nicht auf menschlichem Serum beruhenden, sondern ganz auf rekombinanter Gentechnik (in Weizenzellen) beruhenden Impfstoff ersetzt, dem ersten derartigen Impfstoff (Recombivax, ebenfalls unter Hillemans Leitung bei MSD entwickelt).
1974 entwickelte er einen Impfstoff gegen Meningokokken. Das war der erste Impfstoff, der nicht auf getöteten oder abgeschwächten Viren basierte, sondern auf einem Oberflächenantigen (einem Polysaccharid) von Bakterien.
Er wies früh auf die mögliche Kontamination von Impfstoffen mit anderen Viren hin, zum Beispiel mit SV-40 (ein Tumorvirus), was sich auch später bei dem ursprünglichen Polioimpfstoff von Jonas Salk bewahrheitete (aber nicht auf die Schluckimpfung von Albert Sabin zutraf). Bei ihm selbst schuf das Probleme beim Adenovirusimpfstoff gegen den Adenovirus Typ 4 und 7 (Verursacher von Erkältungen), den er für das US-Militär entwickelt hatte, 1963 aber wegen Durchseuchung mit SV-40-Viren zurückziehen musste.
Allein der von ihm entwickelte Masernimpfstoff (1963 lizenziert) rettete jährlich schätzungsweise über einer Million Menschen das Leben. Der Impfstoff war eine Weiterentwicklung des Impfstoffs von Edmond Katz, Milo Milanovic und John Franklin Enders.
1995 entwickelte er einen Hepatitis-A-Impfstoff und mit Varivax den ersten Windpockenimpfstoff. Nach einer Röteln-Pandemie in den 1960er Jahren, die sich besonders verheerend auf ungeborene Kinder auswirkte, entwickelte er einen 1969 lizenzierten Rötelnimpfstoff (Meruvax).
Er war der Erste, der einen kommerziellen Impfstoff gegen einen Tumorvirus entwickelte, der Marek-Krankheit bei Hühnern, die Lymphome verursacht, die großen Schaden in der Hühnerzucht anrichten. 1976 entwickelte er bei MSD einen Impfstoff gegen die Schweinegrippe.
Er spielte auch eine Rolle bei der Entdeckung des Adenovirus (Auslöser von Erkältungen), von SV-40 und der Hepatitisviren A und B.
Sein Labor bei MSD, das acht der vierzehn routinegemäßen Impfstoffe für Kinder in den USA entwickelte, leitete er mit harter Hand wie eine militärische Einheit und sein Umgangston war rau, er war aber selbst bescheiden und benannte keinen seiner Impfstoffe nach sich selbst.
MSD benannte 2008 ihre Impfstofffabrik in Durham, North Carolina, nach ihm. 2015 wurde ein Asteroid nach ihm benannt: (28078) Mauricehilleman.